# Михалевич Кирило Неофітович
Кири́ло Неофі́тович Михале́вич (14 лютого 1905, м. Ковель, суч. Волинської області — 2 березня 1986) — український хімік, кандидат хімічних наук (1955), професор, завідувач катедри аналітичної хімії Львівського політехнічного інституту.

## Життєпис
Українець. Середню школу математично-природничого типу завершив 1920 р. у Володимирі-Волинському. 1926—1932 рр. — навчання на хімічному факультеті Львівської політехніки, який закінчив з відзнакою; 1929—1932 рр. — молодший асистент кафедри неорганічної та аналітичної хімії; 1932—1939 рр. — старший асистент кафедри фізичної і колоїдної хімії; 1940—1941 рр. — асистент і викладач цієї кафедри. Під час німецької окупації працював технічним керівником промислової артілі «Хімік», пізніше — цеховим інженером лакофарбового цеху у Львові. У 1944 р. повернувся на роботу до інституту і рішенням ВАК (1945 р.) був затверджений у вченому званні доцента на кафедрі фізичної і колоїдної хімії. Після захисту дисертації (1955 р.) присуджено вчений ступінь кандидата хімічних наук. На кафедрі читав курс лекцій з хімії, виконував науково-дослідну роботу в галузі комплексних сполук.
1963—1965 рр. — викладач хімії Вищого Технічного інституту Кхмеро-Радянської дружби у Пном-Пені (Камбоджа). З 1965 р. — доцент, з 1968 р. — професор кафедри аналітичної хімії ЛПІ, обирався завідувачем цією кафедрою до 1978 р.
Автор 123 публікацій, йому належить вісім авторських свідоцтв на винаходи.
Серед публікацій — «Гидролиз комплексного гидрок-социанида четырехвалентного молибдеата» (1932, співавтор Якуб В. Ф.); «Восстановительнне способности тетрациано-молибдеатов» (1953); «Синтез тетра-циано-гипосульфомолибдеата калия» (Львов, 1956, співавтор Сергєєва Ангеліна Миколаївна).
Під його керівництвом вісім осіб захистили кандидатські дисертації.
Заступник голови первинної організації Всесоюзного хімічного товариства ім. Д. І. Менделєєва, член бібліотечної Ради МІнвузу. За відмінні успіхи в роботі був нагороджений нагрудним значком; у Камбоджі — Королівським Кхмерівським Орденом Дружби (Сага-метрей) офіцерського ступеня. У 1979 р. вийшов на пенсію.
Похований на Личаківському цвинтарі.